# Friedrich Daniel Carl Fuhr
Friedrich Daniel Carl Fuhr (* 11. April 1803 in Gießen; † 26. Dezember 1875 in Darmstadt) (auch: Karl Fuhr) war Kreisrat im Großherzogtum Hessen.

## Familie
Friedrich Daniel Carl Fuhr war der Sohn des Regierungssekretärs Johann Wilhelm Fuhr (1766–1832) in Gießen und dessen Frau, Marie Johannette Sophie, geborene Faber.
Friedrich Daniel Carl Fuhr heiratete 1835 Therese Voneiff (1817–1891) (auch: von Eiff, Eyff). Sie war die Tochter des Postverwalters Johannes Voneiff.

## Karriere
Friedrich Daniel Carl Fuhr studierte Rechtswissenschaften und schloss mit einer Promotion ab. Sein Berufseinstieg erfolgte als Akzessist beim Hofgericht Gießen 1829. Er wechselte dann aber in die Verwaltung. 1832 wurde er kommissarischer Kreisrat des Kreises Vöhl, dann Kreissekretär (stellvertretender Kreisrat) des Kreises Friedberg. 1842 übernahm er als Kreisrat den Kreis Alsfeld.
Mit der durch die Revolution von 1848 im Großherzogtum Hessen ausgelösten Verwaltungsreform wurden Regierungsbezirke gebildet und die Kreise aufgelöst. Fuhr wurde nun Dirigent der Regierungskommission des Regierungsbezirks Nidda. Seine Kollegen wurden Heinrich Christoph Knorr von Rosenroth, zuletzt Kreissekretär des Kreises Nidda, und Karl Wilhelm Gustav von Zangen, zuletzt Kreissekretär des Kreises Grünberg. Mit dem Sieg der Reaktion unter Ministerpräsident Reinhard Carl Friedrich von Dalwigk wurde die Verwaltungsreform 1852 wieder rückgängig gemacht, die alte Verwaltungsstruktur weitgehend wieder hergestellt und der Regierungsbezirk Nidda aufgelöst. Die Stelle von Fuhr in Nidda entfiel. Er erhielt dafür die eines Kreisrates im Kreis Vöhl, im äußersten Norden des Großherzogtums. Nach dem für das Großherzogtum verlorenen Krieg von 1866 und dem Friedensvertrag vom 3. September 1866 gehörte der Kreis Vöhl zu den Landesteilen, die von Preußen annektiert wurden. Die von Fuhr besetzte Stelle entfiel erneut und er wurde zum 1. Januar 1867 in den vorläufigen Ruhestand versetzt. 1870 fand sich eine neue Verwendung für ihn: Er wurde Kreisrat in Wimpfen – diesmal im südlichsten Teil des Großherzogtums. Mit der Kommunalreform von 1874 wurde der Kreis Wimpfen allerdings aufgelöst und dem Kreis Heppenheim eingegliedert. Zum dritten Mal in seiner Karriere entfiel die Stelle, die Friedrich Daniel Carl Fuhr innehatte. Er ging nun endgültig in den Ruhestand. Zum Abschied erhielt er den Titel eines Geheimen Regierungsrats.